# 博徒解散式
『博徒解散式』（ばくとかいさんしき）は1968年2月9日公開の日本映画。監督：深作欣二、主演：鶴田浩二、東映製作。『博徒シリーズ』第6作目。神戸市と横浜市を元にしたような架空の都市「神浜市」の海運会社を舞台に、表向き解散した暴力団の幹部らの抗争を描く。
同監督・同主演の映画『解散式』とは別の作品。

## スタッフ
- 監督：深作欣二
- 脚本：神波史男、長田紀生
- 企画：俊藤浩滋、矢部恒
- 撮影：星島一郎
- 録音：小松忠之
- 照明：梅谷茂
- 美術：藤田博
- 音楽：冨田勲
- 編集：田中修
- 助監督：野田幸男
- 進行主任：白浜汎城
- 現像：東映化学

## 出演者
- 黒木徹：鶴田浩二
- あき子：万里昌代
- 唐沢栄治：渡辺文雄
- 片腕：山本麟一
- イサオ：曽根晴美
- 金山：小松方正
- 小池：室田日出男
- 権藤：関山耕司
- タコ：関敬六
- ヒデ：佐藤晟也
- ボラ：三重街恒二
- ミッチー：桑原幸子
- 小池の女房：安城由貴子
- 宇野：植田灯孝
- 真田：菅沼正
- どさ：八名信夫
- 清水：沢彰謙
- 原口：河合絃司
- 大友：秋山敏
- もっそう：日尾孝司
- 刑事：相馬剛三、佐藤京一、土山登士幸
- 沖仲仕：岡部正純、野口泉、高須準之助
- 吉川：北川恵一
- 打越正八
- 親分：志摩栄
- 子分：桐島好夫、伊達弘、川田信一
- 小塚十紀雄
- 田丸：岡野耕作
- 松本：滝島孝二
- 久保一
- 片山滉
- 山之内修
- 大塚興一
- 蓑和田良太
- 菅原壮男
- 萩原正勝
- 亀山達也
- 五野上力
- 岩崎正美：河津清三郎
- 前田利一郎：岡田英次
- 河西鉄次：丹波哲郎

## 同時上映
『陸軍諜報33』
- 主演：千葉真一、監督：小林恒夫